# Labyrinthocyathus limatulus
Labyrinthocyathus limatulus är en korallart som först beskrevs av Squires 1964.  Labyrinthocyathus limatulus ingår i släktet Labyrinthocyathus och familjen Caryophylliidae. Inga underarter finns listade i Catalogue of Life.